# Conny Nilsson
Conny Nilsson, född 1953 i Kristianstad, är en svensk dansbandssångare som varit medlem i Berth Idoffs mellan 1974 och 2000.
Conny Nilsson är sedan 2003 medlem i dansbandet Erik Lihms från Värmland. 2010 efterträdde han Göran Lindberg som sångare i Matz Bladhs orkester från Falkenberg.